# Annette Page
Annette Page   (Manchester, 1932 - 4 de desembre de 2017) va ser una ballarina anglesa. Va ser una ballarina principal amb el Royal Ballet, i va estar habitualment a l'escenari pel seu marit, Ronald Hynd.
Va créixer a Manchester, on va començar a prendre classes de ballet quan tenia uns quatre anys. Això la va portar a fer exàmens de la Royal Academy of Dance. En veure un espectacle del Royal Ballet a Manchester va decidir per continuar una carrera de ball.
Quan tenia dotze anys, va fer una audició amb la ballarina Ninette de Valois, que li va oferir una beca per assistir a la Royal Ballet School, en la qual va començar durant el darrer any de la Segona Guerra Mundial. A l'edat de disset anys li van rebre un contracte per Sadlers Wells, la companyia de gira del Royal Ballet, i un any després es va incorporar al Royal Ballet.
El debut de Page el 1949 va ser el gos Pepe en un represa del ballet d'un acte de 1930 A wedding bouquet («Un ram de boda»), basada en una obra de Gertrude Stein, que va ser produïda per primera vegada pel ballet Vic-Wells (més tard el ballet de Sadler's Wells) el 27 d'abril de 1937; coreografiat per Frederick Ashton. La revista Dance Magazine immediatament va publicar el rumor que estava «preparada per a succedir a Fonteyn en un futur llunyà… El rumor… pot ser un simple pensament desitjós, però és sincerament desitjable».
No obstant això, es va aixecar per esdevenir una ballarina principal ballant tots els grans papers clàssics i romàntics, normalment associats amb seu marit Ronald Hynd. Entre altres socis hi havia Christopher Gable, Donald MacLeary, Anthony Dowell i Rudolf Nureyev, amb qui va ballar The Sleeping Beauty i La Bayadere.
La seva actuació de comiat va ser a l'abril de 1967 a la Royal Opera House, Covent Garden, on va ballar el paper de Lise a La fille mal gardée d'Ashton. I la seva actuació final va ser com a Ventafocs amb el Royal Ballet de Seattle, en què havia creat un disc ballant el paper dues vegades en un dia al Royal Opera House.
Page va morir el 4 de desembre de 2017, dues setmanes abans del 85è aniversari.

## Família
Posteriorment, Page va assistir el seu marit, Ronald Hynd, quan aquest va dirigir l'Staatsballet de Baviera de Múnic, i va ser membre del Consell de les Arts de Gran Bretanya. Hynd i Page van tenir una filla, Louise nascuda el 1968.